# Tom Sawyer och Huckleberry Finn
Tom Sawyer och Huckleberry Finn (Huckleberry Finn and His Friends) är en kanadensisk-tysk familje- och dramaserie från 1979, baserad på Mark Twains romaner Huckleberry Finns äventyr och Tom Sawyers äventyr. Rollen Huckleberry Finn spelas av Ian Tracy (även berättarröst) och Tom Sawyer spelas av Sammy Snyders.

## Om serien
Serien har 26 avsnitt och är en samproduktion mellan det kanadensiska produktionsbolaget Madison Pacific Films och tyska Wagner-Hallig Film.
Serien sändes första gången i Sverige 1980 som en del av Sommarmorgon och har sänts i repris 1983 .

## Rollista (i urval)
| Ian Tracey      | – Huckleberry Finn  |
| Sammy Snyders   | – Tom Sawyer        |
| Brigitte Horney | – Tant Polly        |
| Blu Mankuma     | – Jim               |
| Bernie Coulson  | – Sid Sawyer        |
| Gunnar Möller   | – Constable Moeller |

## DVD
Serien gavs ut på DVD av Fabulous Films i Storbritannien år 2007.